# Jean-Louis Borloo
Jean-Louis Borloo (Párizs, 1951. április 7. –) francia politikus. 2004 és 2007 között szociális, 2007-ben gazdasági és pénzügyminiszter, 2007 és 2010 között környezetvédelmi miniszter.
Boorlo 1972-ben jogi és filozófiai diplomát szerzett az Université Panthéon-Sorbonne-on, 1974-ben történelemből és közgazdaságtanból az Párizs-Nanterre-i Egyetemen, 1976-ban pedig MBA diplomát a HEC Paris-n.